# Eupithecia extraradiata
Eupithecia extraradiata är en fjärilsart som beskrevs av Franz Dannehl 1933. Eupithecia extraradiata ingår i släktet Eupithecia och familjen mätare. Inga underarter finns listade i Catalogue of Life.